# Земское войско (1806—1807)
Земское войско 1806 —1807 годов — временное милицейское военное формирование в Российской империи во время Войны четвёртой коалиции. Созвано 3 (15) декабря 1806 года высочайшим манифестом Александра I, и распущено им 27 сентября (9 октября) 1807 года в связи с заключением Тильзитского мира.

## История создания
В 1806 году Россия оказалась в состоянии войны на несколько фронтов. В центральной и западной Европе развернулась Война четвёртой коалиции, где против Французской империи и её сателлитов воевала коалиция великих держав (Британская империя, Королевство Пруссия, Российская империя). Почти в то же время Россия вела войну на Кавказе, а также Русско-турецкую войну в юго-восточной Европе. После полного разгрома Наполеоном союзных прусско-саксонских войск, над Россией нависла угроза прямого вторжения. В этих условиях, Александр I объявил 3 декабря 1806 года манифест о созыве Земского войска (милиции) силами местных органов дворянского самоуправления. 
…заставляют Нас обратиться к более сильным средствам для предотвращения её, создав местные временные ополчения или милиции, готовы всюду и мгновенно на подкрепление армий регулярных, и имеющие возможность предоставить противнику на каждом шагу непреодолимые силы в верных сынах родины соединенных на оборону драгоценных своих выгод…Александр I
 Это ополчение, численностью по первоначальному плану в 620 000 человек, должно было стать в помощь регулярной армии «второй оградой» на пути наполеоновской армии. В 31 губернии немедленно начался набор и обучение ратников. Однако после битвы при Прейсиш-Эйлау обстановка на театре военных действий стала более благоприятной, «когда вид военных происшествий поражением неприятеля изменился». 17 марта 1807 года Александр I распорядился сократить численность ополчения до одной трети, требуя с каждых 57 ревизских душ в каждой губернии по одному ратнику.

## Структура ополчения
В целях формирования Земского войска, вся Российская империя была поделена на семь областей (округов). В каждую область входило по несколько губерний. Для каждой губернии было установлено число привлечённых к милиции ополченцев. Губернское ополчение разделялось на несколько отделений, их начальники подчинялись непосредственно губернскому командующему. Каждое отделение состояло из трёх батальонов по 600—800 человек в четырёх ротах. Начальнику каждого батальона, помимо адъютанта и барабанщика, полагался штат из нестроевых чинов: 1 вагенмейстер (начальник обоза), 2 писаря, 1 фельдшер, 2 надзирателя больных, 4 лазаретных служителя, 9 мастеровых, 7 фурлейтеров, 1 профос. В каждой роте был командир, три пятидесятника и два барабанщика, а также 4 старших, 6 младших и два запасных унтер-офицера из отставных.
Сенатом были назначены окружные главнокомандующие милиции. Командующие губернской милицией, уездные предводители милиции и тысячные руководители (тысяцкие) избирались местным дворянством. Рядовые ополченцы в основном брались из государственных и владельческих крестьян, крестьян-добровольцев и мещан в возрасте от 17 до 40 лет, способных к несению службы не зависимо от роста, хотя «…само по себе разумеется, что человек росту менее двух аршин двух вершков вовсе к службе не способен…». По возможности в число ратников требовалось набирать наиболее кавалифицированных людей: писарей, слесарей, столяров, плотников и кузнецов.
| Область   | Главнокомандующий                              | Губерния                    | Количество ратников |
| --------- | ---------------------------------------------- | --------------------------- | ------------------- |
| Первая    | генерал от инфантерии граф Н. А. Татищев       | Санкт-Петербургская         | 3 196               |
| Первая    | генерал от инфантерии граф Н. А. Татищев       | Новгородская                | 5 246               |
| Первая    | генерал от инфантерии граф Н. А. Татищев       | Тверская                    | 8 336               |
| Первая    | генерал от инфантерии граф Н. А. Татищев       | Олонецкая                   | 1 669               |
| Первая    | генерал от инфантерии граф Н. А. Татищев       | Ярославская                 | 6 482               |
| Первая    | Итого по Первой области:                       | Итого по Первой области:    | 24 929              |
| Вторая    |                                                | Эстляндская                 | 1 788               |
| Вторая    | Лифляндская                                    | 4 759                       |                     |
| Вторая    | Курляндская                                    | 3 314                       |                     |
| Вторая    | Псковская                                      | 5 311                       |                     |
| Вторая    | Итого по Второй области:                       | Итого по Второй области:    | 15 172              |
| Третья    |                                                | Витебская                   | 6002                |
| Третья    | Могилёвская                                    | 6368                        |                     |
| Третья    | Смоленская                                     | 7940                        |                     |
| Третья    | Черниговская                                   | 8765                        |                     |
| Третья    | Итого по Третьей области:                      | Итого по Третьей области:   | 29 075              |
| Четвёртая |                                                | Московская                  | 7888                |
| Четвёртая | Тульская                                       | 7623                        |                     |
| Четвёртая | Калужская                                      | 6502                        |                     |
| Четвёртая | Владимирская                                   | 7750                        |                     |
| Четвёртая | Рязанская                                      | 7608                        |                     |
| Четвёртая | Итого по Четвёртой области:                    | Итого по Четвёртой области: | 37 371              |
| Пятая     | генерал-аншеф граф А. Г. Орлов                 | Орловская                   | 8381                |
| Пятая     | генерал-аншеф граф А. Г. Орлов                 | Курская                     | 10 024              |
| Пятая     | генерал-аншеф граф А. Г. Орлов                 | Воронежская                 | 8633                |
| Пятая     | генерал-аншеф граф А. Г. Орлов                 | Харьковская                 | 6999                |
| Пятая     | Итого по Пятой области:                        | Итого по Пятой области:     | 34 037              |
| Шестая    | генерал от инфантерии князь А. А. Прозоровский | Киевская                    | 8992                |
| Шестая    | генерал от инфантерии князь А. А. Прозоровский | Полтавская                  | 11 355              |
| Шестая    | генерал от инфантерии князь А. А. Прозоровский | Херсонская                  | 2281                |
| Шестая    | генерал от инфантерии князь А. А. Прозоровский | Екатеринославская           | 3766                |
| Шестая    | Итого по Шестой области:                       | Итого по Шестой области:    | 26 394              |
| Седьмая   | генерал-майор князь Долгоруков В. Ю.           | Костромская                 | 6882                |
| Седьмая   | генерал-майор князь Долгоруков В. Ю.           | Вологодская                 | 4972                |
| Седьмая   | генерал-майор князь Долгоруков В. Ю.           | Нижегородская               | 7227                |
| Седьмая   | генерал-майор князь Долгоруков В. Ю.           | Казанская                   | 7058                |
| Седьмая   | генерал-майор князь Долгоруков В. Ю.           | Вятская                     | 7958                |
| Седьмая   | Итого по Седьмой области:                      | Итого по Седьмой области:   | 34 097              |
| Всего:    | Всего:                                         | Всего:                      | 201 075             |

## Униформа ополчения
Рядовые ополченцы были одеты в обычную крестьянскую одежду. Единственным требованием было не брить бороды.
Для офицеров милиции была введена униформа. Она включала в себя мундиры тёмно-зелёного цвета, образцы которых были разосланы областным руководителям милиции. Жилет был белого цвета. Нижняя одежда была тёмно-зелёной, как и цвет мундира. Головной убор — чёрная фетровая шляпа с серебряной кокардой и высоким зелёным султаном. Главнокомандующие милиции областей имели возможность носить мундир воинских частей, где они ранее служили. Цвет воротников, обшлагов и кантов в каждой области был свой; так, в V-й области он был розовым.
В ополчении были свои воинские звания (должности) и присущие им знаки различия:
- Главнокомандующий милицией области — знаками различия были два золотых эполета;
- Командующий милицией губернии — знаками различия были: эполет на левом плече и погон на правом;
- Командующий милицией уезда — знаками различия были два золотых погона;
- Тысячный руководитель — знаком различия был эполет на левом плече;
- Пятисотский руководитель — знаком различия был погон на левом плече;
- Сотский руководитель — без знаков различия;
- Пятидесятский руководитель — без знаков различия.

Ниже представлены образцы униформы Земского войска на примере V-й области.
| Главнокомандующий милицией области | Командующий милицией губернии | Командующий милицией уезда | Тысячный руководитель | Пятисотский руководитель | Сотский и Пятидесятский руководитель |

Главнокомандующий, губернские и уездные командующие при мундире носили шпагу или саблю по желанию. Руководители милиции, имели холодное оружие — саблю.
В марте 1807 года вышел приказ сформировать из ополченцев в каждой губернии стрелковые батальоны по 600 ополченцев в каждом для пополнения армии. Военнослужащим новых батальонов была предоставлена новая униформа: кафтан, панталоны, шинели из тёмно-зелёного и серого сукна. Черные поярковые чако с лакированными козырьками, украшенные кокардами с чёрно-оранжевой лентой.

## Роспуск ополчения
После неудачной для России Битвы под Фридландом 2 июня 1807 года, в котором наряду с армией участвовало 5- 6 батальонов ополченцев, русские войска отошли за Неман. 12 июня между Францией и Россией было заключено перемирие; чуть позже, 27 июня, Александр I и Наполеон заключили Тильзитский мир. В связи с заключением мира, 27 сентября вышел манифест о роспуске Земского войска. При этом Александр I позволил помещикам, мещанским обществам и казённым селениям по своему усмотрению оставлять ратников в военной службе вместо рекрутов. В результате из 200 374 набранных в земское войско домой вернулись только 12 778 здоровых и 220 увечных, неспособных к службе. 7375 человек умерло и 2619 пропало. Большая же часть ополченцев по приговорам обществ и по решению помещиков была поставлена в зачёт 77 рекрутского набора, что вызвало недовольство и даже восстания.

## Награды
После окончания войны многие руководители ополчения получили государственные награды. Кроме того, была учреждена медаль «Земскому войску», предназначенная для рядовых ополченцев и офицеров Земского войска. Рядовые ополченцы получили серебряные медали на георгиевской ленте, а также были освобождены от платежа подушных и оброчных денег за 1807 год. Офицерам полагалась золотая медаль на георгиевской (в случае, если награждённый принимал участие в боях) или владимирской ленте. Кроме того, бывшие ополченцы получили право продолжать носить мундир Земского войска после его роспуска.
Высочайшим рескриптом от 1 января 1807 года на имя генерала от инфантерии, Главнокомандующего земским войском Первой области графа Н. А. Татищева была учреждена 7-я (особая) часть Дворянской родословной книги Санкт-Петербургской губернии, дабы «…предать грядущим родам память славной Эпохи, в которую истинные сыны Отечества с новым блеском обнаружили великость своего духа и безпредельную любовь и верность к Отечеству и Престолу». В неё полагалось вносить имена дворян данной губернии, отличившихся в Земском войске:
- Избранных дворянством начальников земского войска, губернских, уездных, тысячных и всех частных;
- Жертвователей на Ополчение (с указанием пожертвований);
- Предводителей дворянства губернских и уездных, служивших в этот период.[6].

### Книги
- Ілляшевич Л. В. Короткий нарис історії харківської шляхти :  [укр.]. — Харків : тип. М. Зільберберга, Рибна № 25, 1885. — 166 с., 32 с. прикладок. — До друку дозволено. Київ. 28 березня 1885 року.
- Радянська енциклопедія історії України. — К., 1971. — т. 3.
- Петерс Д. И. Наградные медали Российской империи XIX—XX веков. Каталог. — М. : Археографический центр, 1996. — № 27. — С. 45-46. — 291 с. — ISBN 5-86169-043-X.
- Сингаевский В.Н. Военно-государственные символы России :  [рус.]. — М. : АСТ, 2008. — 256 с. — ISBN 978-5-17-046520-0.
- Санкт-Петербургская дворянская родословная книга : Литера В. — М. : Издательство "Старая Басманная", 2013. — 134 с. — 350 экз.
- Потрашков С. В. Как ополчалась Харьковская губерния : Милиция 1806 года // Харьковские полки : три века истории. — Харьков : Око, 1998.

### Статьи
- Цеглеев Э. А. Земское Войско России 1806-1807 гг. / Главный редактор: Машковцев Андрей Владимирович // Политика, государство и право. : Научно-практический журнал (Электронный ресурс). — Международный научно-инновационный центр (ООО), 2014. — № 3. — ISSN 2226-5309.